# Broughton (Claverley)
Broughton – przysiółek w Anglii, w Shropshire, w dystrykcie (unitary authority) Shropshire. Leży 2,3 km od Claverley, 37,9 km od miasta Shrewsbury i 187,9 km od Londynu. W latach 1870–1872 miejscowość liczyła 80 mieszkańców. Broughton jest wspomniana w Domesday Book (1086) jako Burtone/Burtune.